# Pleuridium ravenelii
Pleuridium ravenelii är en bladmossart som beskrevs av Coe Finch Austin 1877. Pleuridium ravenelii ingår i släktet sylmossor, och familjen Ditrichaceae. Inga underarter finns listade i Catalogue of Life.